# よしもとプリンスシアター
よしもとプリンスシアター（Yoshimoto Prince Theater）は、2011年11月30日まで東京都港区の品川プリンスホテルアネックスタワー3階に存在していた吉本興業直営の劇場。

## 概要
2009年4月25日に開館し、2011年11月30日をもって閉館。現在は「クラブeX（クラブ エックス）」という名の多目的会場施設として使用されている。
- 客席は1F席357、1Fベンチシート46、2Fバルコニー席42の合計445席。
- 劇場の前には物販スペースがあり、吉本芸人のオリジナルグッズなどを扱っていた。

## 公演形態
- 1回目、2回目、3回目 - 1回目：12:00開演 14:15終演、2回目：15:00開演 17:15終演、3回目：19:00開演 21:15終演。前半は芸人のネタ、後半は吉本新喜劇。また、日によってはネタのみの場合もあった。
- 土、日、祝日にはアイドリング!!!とYGAが「品はちライブ」というミニライブを開催していた。

## 出演していた主な芸人
- 笑福亭仁鶴
- 桂三枝（現・六代目桂文枝）
- 桂文珍
- 中田カウス・ボタン
- オール阪神・巨人
- 今いくよ・くるよ
- チュートリアル
- タカアンドトシ
- ライセンス
- 笑い飯
- オリエンタルラジオ

新喜劇
- 石田靖
- 山田花子
- アップダウン
- 三瓶
- 山本吉貴
- バッドボーイズ
- 椿鬼奴
- 仙堂花歩